# Wojciech Kostrzewa
Wojciech Kostrzewa ( phát âm [ˈvɔjt͡ɕɛx kɔstˈʂɛva] ; sinh ngày 18 tháng 10 năm 1960) là nhà quản lý và doanh nhân Ba Lan. Ông là Giám đốc điều hành Tập đoàn Billon và chủ tịch Hội nghị Bàn tròn Doanh nghiệp Ba Lan (Polska Rada Biznesu), một tổ chức gồm các chủ sở hữu và quản lý của các công ty lớn tại Ba Lan và các doanh nghiệp quốc tế hoạt động tại Ba Lan.

## Giáo dục
Wojciech Kostrzewa tốt nghiệp Khoa Kinh tế tại Đại học Kiel năm 1987. Ông cũng học luật tại Đại học Warszawa năm 1979–1981. Năm 1981, cùng với bốn sinh viên khác đến từ Áo, Hungary và Tây Đức, ông thành lập Hiệp hội Sinh viên Luật Châu Âu (ELSA). Năm 1984–1991, ông làm trợ lý sau đại học tại Đại học Kiel và sau đó trở thành nhà nghiên cứu tại Viện Kinh tế Thế giới Kiel. Ông đã xuất bản một số bài báo học thuật về kinh tế và tài chính.

## Sự nghiệp
Năm 1989–1991, Wojciech Kostrzewa làm cố vấn kinh tế cho Bộ trưởng Tài chính Ba Lan, ông Leszek Balcerowicz. Năm 1990–1995, ông là Giám đốc điều hành của Ngân hàng Phát triển Ba Lan (Polski Bank Rozwoju). Năm 1996, ông làm Phó Tổng Giám đốc, đến năm năm 1998, là Chủ tịch kiêm Giám đốc Điều hành của Ngân hàng BRE (ngày nay là mBank) và giữ chức đến năm 2004. Trong khoảng thời gian từ năm 2002 đến năm 2004, ông là giám đốc khu vực của Commerzbank, chịu trách nhiệm về các hoạt động của ngân hàng này ở Trung và Đông Âu. Vào thời điểm đó, ông được cho là người Ba Lan duy nhất giữ chức vụ quản lý cấp cao tại một ngân hàng tư nhân nước ngoài. Năm 2005 đên năm 2018, ông là Chủ tịch kiêm Giám đốc điều hành của Tập đoàn ITI và là chủ tịch dài hạn của ban giám sát của đài TVN, một trong những đài truyền hình tư nhân lớn nhất của Ba Lan. Ông cũng là người đồng sáng lập và đồng sở hữu Sàn giao dịch phái sinh Bitcoin Quedex được cấp phép bởi Ủy ban Dịch vụ Tài chính Gibraltar (GFSC).
Năm 2018, ông giữ chức Giám đốc điều hành của công ty công nghệ tài chính Ba Lan-Anh Billon, một tổ chức tiền kỹ thuật số đã đăng ký Cơ quan quản lý tài chính (FCA) và Cơ quan giám sát tài chính Ba Lan (PFSA), tổ chức này phát triển công nghệ lưu trữ và quản lý dữ liệu dựa trên blockchain. Năm 2020, ông là thành viên ban giám sát chi nhánh Canal+ ở Ba Lan.
Từ năm 2007 đến năm 2020, ông giữ chức phó chủ tịch Liên đoàn Ba Lan Lewiatan (Konfederacja Lewiatan), một tổ chức người sử dụng lao động tại Ba Lan. Năm 2015, ông được bầu làm phó chủ tịch và năm 2019 là chủ tịch của Hội nghị bàn tròn doanh nghiệp Ba Lan (Polska Rada Biznesu). Năm 2021, ông tái đắc cử nhiệm kỳ thứ hai.

## Vinh danh
- Huân chương Polonia Restituta (2015)[22]